# Zamarada psammites
Zamarada psammites är en fjärilsart som beskrevs av Fletcher 1958. Zamarada psammites ingår i släktet Zamarada och familjen mätare. Inga underarter finns listade i Catalogue of Life.